# Budens
Budens ist ein Ort und eine Gemeinde an der portugiesischen Südküste, der Algarve. Das Gemeindegebiet liegt im Naturpark Parque Natural do Sudoeste Alentejano e Costa Vicentina.

## Geschichte
Funde belegen eine vorgeschichtliche Besiedlung, insbesondere die bedeutende Ausgrabungsstätte aus der Altsteinzeit in Vale de Boi und die bronzezeitliche Grabstätte in Figueira.
Aus römischer Zeit fand man hier eine Villa, am Strand Boca do Rio.
Der heutige Ort wurde im 16. Jahrhundert erstmals erwähnt, als ein aufstrebender Fischerort. Zunehmende Piratenangriffe machten die Errichtung von Verteidigungsanlagen nötig. Auch die anderen Orte der Gemeinde entstanden zu der Zeit, außer der Ortschaft Figueira, die bereits 1374 erwähnt wurde.
1925 wurden einige Gemeindegebiete von Budens ausgegliedert und formen seither die eigenständige Gemeinde Barão de São Miguel.

## Sehenswürdigkeiten

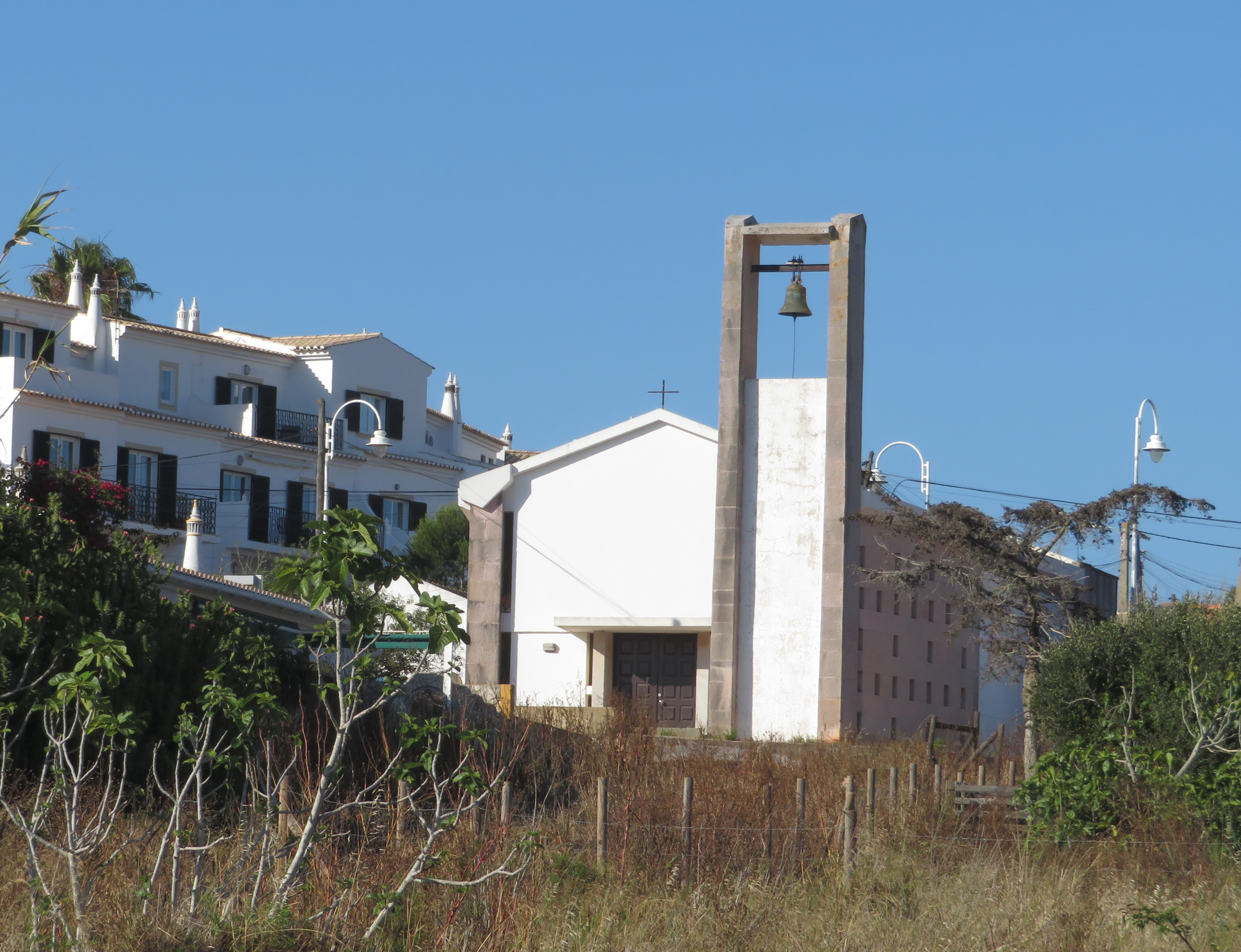
Kirche Igreja de Nossa Senhora de Fátima in Figueira

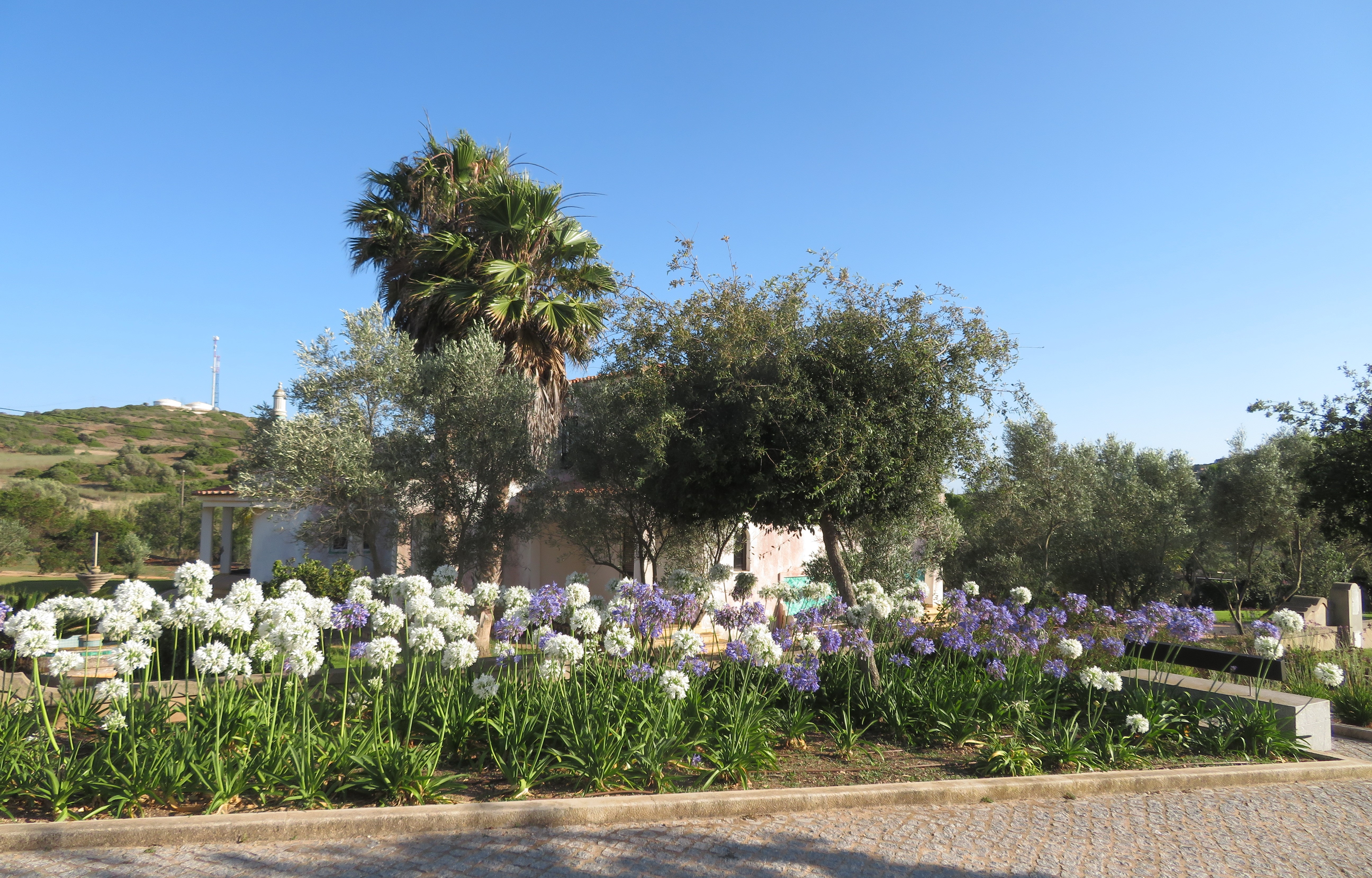
Parkanlage in Figueira

### Archäologische Fundplätze
In Figueira sind u. a. Dinosaurier-Fußabdrücke und eine Grabstätte aus der Bronzezeit zu sehen.
In Vale do Boi befindet sich eine der bedeutendsten portugiesischen Ausgrabungsstätten aus der Altsteinzeit.
Aus römischer Zeit stammt die 1878 ausgegrabene römische Villa an der archäologischen Fundstelle Ruínas Lusitano-Romanas da Boca do Rio in der Ortschaft Boca do Rio.

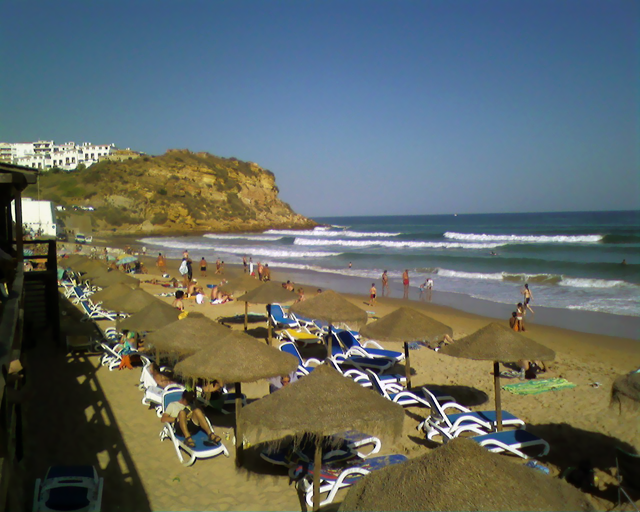
Der östliche Strandabschnitt von Burgau

### Festungen
Drei Festungsanlagen existieren in der Gemeinde Budens:
- 1632 baute man hier die Festung Forte de São Luís de Almádena (auch Forte da Boca do Rio), um sich gegen die anhaltenden Angriffe von Korsaren und Piraten zu schützen.
- Auch aus dem 17. Jahrhundert stammt die in Ruinen erhalten gebliebene Festung Forte de Burgau, in Burgau. Sie wurde im Erdbeben von 1755 stark beschädigt und nach dem Miguelistenkrieg 1834 ganz außer Dienst gestellt.
- Die Festung Forte de Vera Cruz (auch Forte de Vera Cruz da Figueira oder nur Forte da Figueira) im Gemeindeort Figueira entstand ebenfalls im 17. Jahrhundert, diese jedoch im Zusammenhang mit dem Restaurationskrieg nach 1640. Auch sie steht unter Denkmalschutz.[5]

### Sonstiges

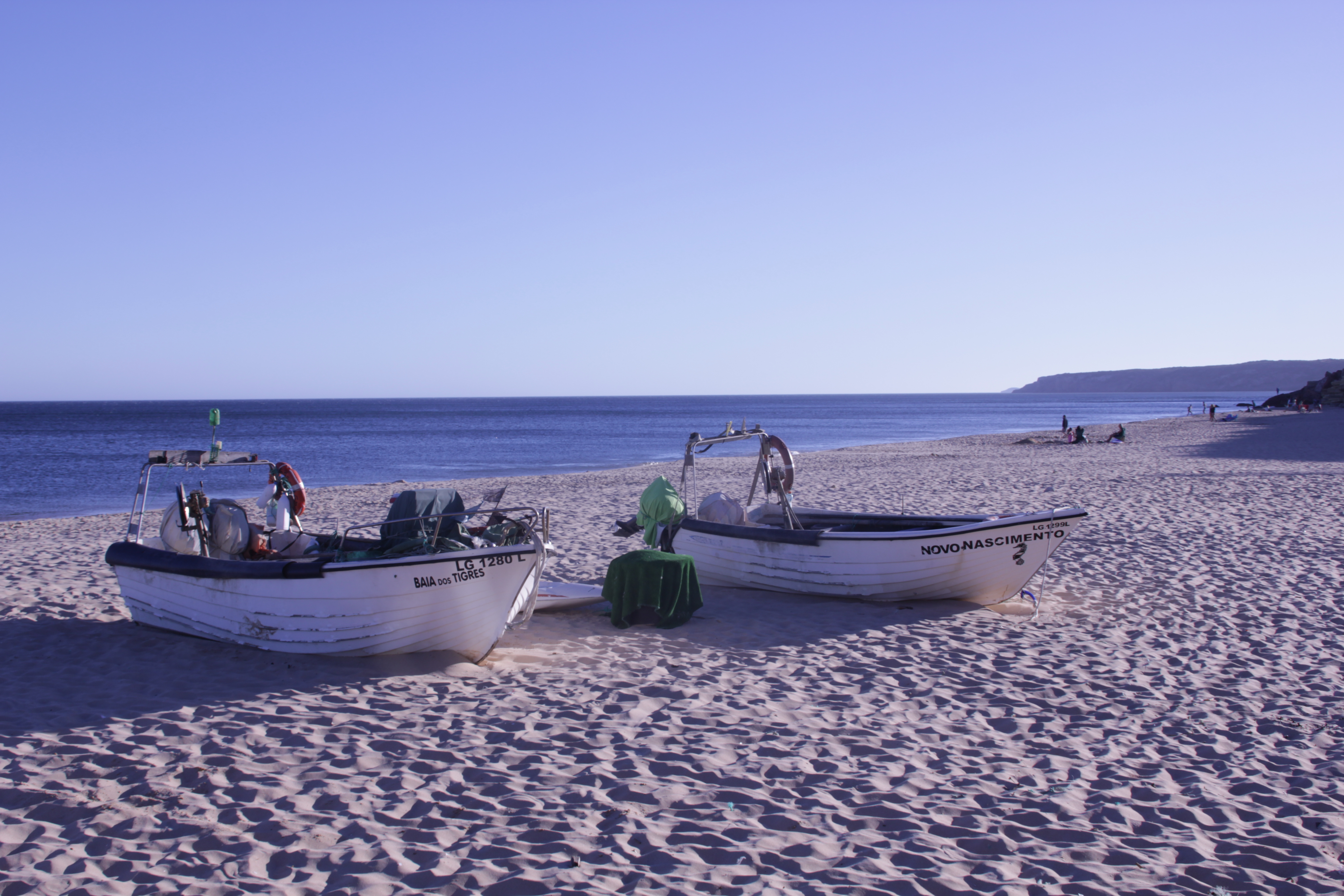
Fischerboote am Strand von Salema

Ein Hauptanziehungspunkt für Besucher dürften die Strände im Gemeindegebiet sein, insbesondere Salema, Burgau, und die Strände von Figueira (Figueira und Furnas). Teilweise kann man hier noch Fischern bei der Arbeit zusehen.
Auch einige Sakralbauten zählen zu den Baudenkmälern der Gemeinde. Neben der modernen, 1961 erbauten Kirche Igreja de Nossa Senhora de Fátima im Ortsteil Figueira und zwei Barock-Kapellen in den Gemeindeorten ist dies die Pfarrkirche von Budens im Stil des Rokoko, die Igreja Paroquial de Budens (nach ihrem Schutzpatron auch Igreja de São Sebastião).
Der Golfplatz Santo António ist ein weiterer Anziehungspunkt in der Gemeinde.

## Verwaltung
Budens ist eine Gemeinde (Freguesia) im Kreis (Concelho) von Vila do Bispo, im Distrikt Faro. In ihr leben 1857 Einwohner auf einer Fläche von 46 km² (Stand 19. April 2021).
Folgende Ortschaften liegen im Gemeindegebiet:
- Boca do Rio
- Budens
- Burgau
- Figueira
- Salema
- Vale de Boi

## Verkehr
Über die Nationalstraße N125 zwischen Vila do Bispo und Lagos ist Budens an die nordwestlich verlaufende Autobahn A22 (hier auch Europastraße 1) angeschlossen.
In Budens verkehren die Regionalbuslinien der Vamus und verbinden den Ort mit benachbarten Orten entlang der Nationalstraße N125.